# ジェイク・タッパー
ジェイコブ・ポール・タッパー（英語: Jacob Paul Tapper、1969年3月12日 - ）は、アメリカ合衆国の政治ジャーナリスト、小説家。

## キャリア
CNNのワシントンアンカーであり、『ザ・リード・ウィズ・ジェイク・タッパー』の司会、『ステート・オブ・ザ・ユニオン』の共同司会を務めている。
著書『The Outpost: An Untold Story of American Valor』がニューヨーク・タイムズ紙のベストセラーでトップ10入りを果たした。

## 作品

### ノンフィクション
- 『The Outpost: An Untold Story of American Valor』(2012年)

### 映画
- 『アウトポスト』(2021年) - 原作・製作総指揮

### テレビアニメ
- 『クリーチャー・コマンドーズ』 (2025年) - 出演（GBSニュースレポーター役）